# Coronavirus HKU5 del murciélago Pipistrellus
El  coronavirus del murciélago Pipistrellus HKU5 (Bat-CoV HKU5) es un betacoronavirus del grupo 2 de ARN monocatenario envuelto de sentido positivo, descubierto en los mamíferos Pipistrellus de Hong Kong. Esta cepa de coronavirus está estrechamente relacionada con el nuevo MERS-CoV identificado como responsable de los brotes de coronavirus relacionados con el síndrome respiratorio del Medio Oriente de 2012 en Arabia Saudita, Jordania, Emiratos Árabes Unidos, Reino Unido, Francia e Italia.

## Transmisión
El medio exacto de transmisión a los humanos aún no se conoce bien. Sin embargo, se ha demostrado que los betaCoV, incluido HKU5, tienen la propensión a recombinarse y causar la transmisión entre especies. Sin embargo, esto no se ve en el grupo C betaCov con el que MERS-CoV está más estrechamente relacionado.